# Bergwolrat
De bergwolrat (Mallomys gunung) is een knaagdier uit het geslacht Mallomys.

## Kenmerken
De bergwolrat is de enige soort in het geslacht met lange, scherpe klauwen. De dichte rugvacht is grijs van kleur. De buik is bedekt met een lange, geelwitte vacht. De oren zijn bedekt met een fijne zwarte vacht. Op de handen en voeten zit een lange, harde vacht, die zowel uit donkere als uit lichte haren bestaat. Rond de ogen zit een donkere ring; ook de snorharen zijn zwart. Het eerste deel (ca. 125 mm) van de staart is zwart, de rest (ca. 190 mm) is geelachtig. Op elke staartschub zitten drie haren, en per centimeter zitten er negen schubben op de staart.
De kop-romplengte bedraagt 415 tot 470 mm, de staartlengte 355 tot 368 mm, de achtervoetlengte 68,9 tot 75 mm, de oorlengte 35 tot 36,5 mm en het gewicht rond de 2000 gram. Vrouwtjes hebben 1+2=6 mammae.

## Leefwijze
Het is waarschijnlijk dat de bergwolrat niet alleen in de graslanden van de hoge bergen voorkomt, maar ook in de meest onherbergzame gebieden van de bergen. Het dier wordt vaak gevangen door wilde honden. In sommige delen van zijn oorspronkelijke verspreiding is het dier nu zeldzaam, waarschijnlijk door de jacht.

## Verspreiding
Deze soort komt voor op Nieuw-Guinea. Deze soort is gevonden rond de Wilhelminatop en de  Carstensztop in het Sneeuwgebergte van Papoea, op 3500 tot 4050 m hoogte. De wetenschappelijke naam is afgeleid van het Indonesische woord voor "berg", gunung, en verwijst naar zijn verspreiding in de bergen van Indonesië. Er zijn Pleistocene tot Holocene fossielen bekend uit de Mapala-rotsen en de grot Kelangurr, beiden in het Sneeuwgebergte. Door de Dani, een lokale stam uit het Kwiyawagi-gebied, wordt dit dier "andimbo" genoemd.
Mallomys aroaensis · Bergwolrat (Mallomys gunung) · Mallomys istapantap · Gladstaartreuzenrat (Mallomys rothschildi)